# Mohsen Beheshti Rad
Mohsen Beheshti Rad (* 1984) je íránský horolezec a reprezentant v ledolezení, mistr světa a Asie.

## Výkony a ocenění
- 2018: mistr Asie v ledolezení
- 2022: mistr světa v ledolezení
- 2023: mistr Asie v ledolezení

### Závodní výsledky
| Mistrovství světa v ledolezení | Mistrovství světa v ledolezení | Mistrovství světa v ledolezení | Mistrovství světa v ledolezení |
| Rok                            | 2018                           | 2019                           | 2022                           |
| ------------------------------ | ------------------------------ | ------------------------------ | ------------------------------ |
| Obtížnost                      | 4                              |                                |                                |
| Rychlost                       | 5                              | 8                              | 1                              |
| Kombinace                      | 5                              |                                |                                |

| Světový pohár v ledolezení | Světový pohár v ledolezení | Světový pohár v ledolezení | Světový pohár v ledolezení | Světový pohár v ledolezení | Světový pohár v ledolezení |
| Rok                        | 2017                       | 2018                       | 2019                       | 2020                       | 2023                       |
| -------------------------- | -------------------------- | -------------------------- | -------------------------- | -------------------------- | -------------------------- |
| Rychlost                   | 22                         | 7                          | 6                          | —                          | 1                          |
| jednotlivě* (2/1/0)        | -,-, 25,12                 | 9,4, 9,6,8                 | 7,6,4, 6,7,-               | —                          | ,                          |

* poznámka: napravo jsou poslední závody v roce
| Mistrovství Asie v ledolezení | Mistrovství Asie v ledolezení | Mistrovství Asie v ledolezení | Mistrovství Asie v ledolezení |
| Rok                           | 2018                          | 2020                          | 2023                          |
| ----------------------------- | ----------------------------- | ----------------------------- | ----------------------------- |
| Rychlost                      | 1                             | —                             | 1                             |